# Vol Austral Líneas Aéreas 2553
Le 10 octobre 1997, le vol Austral Líneas Aéreas 2553, un vol intérieur régulier de passagers, assuré par un Douglas DC-9 et reliant Posadas à Buenos Aires, en Argentine, s'écrase à 32 km de Fray Bentos, en Uruguay, entraînant la mort des 74 personnes présentes à bord. Il s'agit de l'accident aérien le plus meurtrier de l'histoire de l'Uruguay.

## Avion et équipage

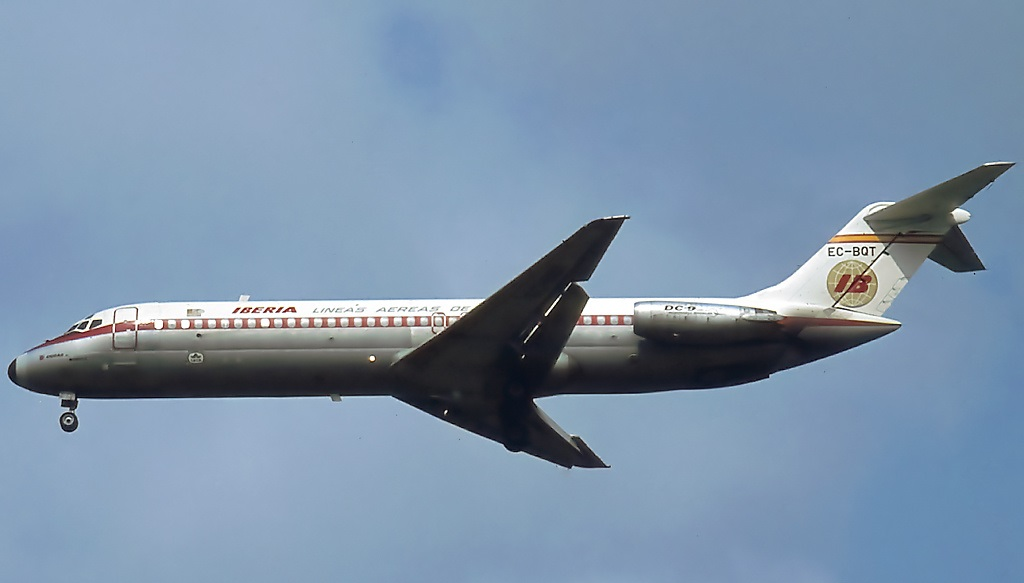
L'appareil impliqué dans l'accident, alors en service pour Iberia (EC-BQT), photographié en août 1978.

L'appareil impliqué dans l'accident est un  Douglas DC-9-32, immatriculé LV-WEG. Il a effectué son vol inaugural en 1969, et avait 28 ans au moment de l'accident. Il opérait auparavant pour Iberia, avec comme immatriculation EC-BQT, et a ensuite été cédé à la compagnie aérienne argentine Austral Líneas Aéreas en 1993.
Le commandant de bord est Jorge Cécere (40 ans), qui travaille pour la compagnie aérienne depuis 1989 et totalise 9 238 heures de vol, dont 223 heures sur DC-9. Le copilote est Horacio Núñez, âgé également de 40 ans. Il travaille pour la compagnie aérienne depuis 1993 et compte 2 910 heures de vol à son actif. Il est plus expérimenté sur le DC-9 que le commandant Cécere, avec 1 384 heures de vol sur ce type d'avion.

## Accident

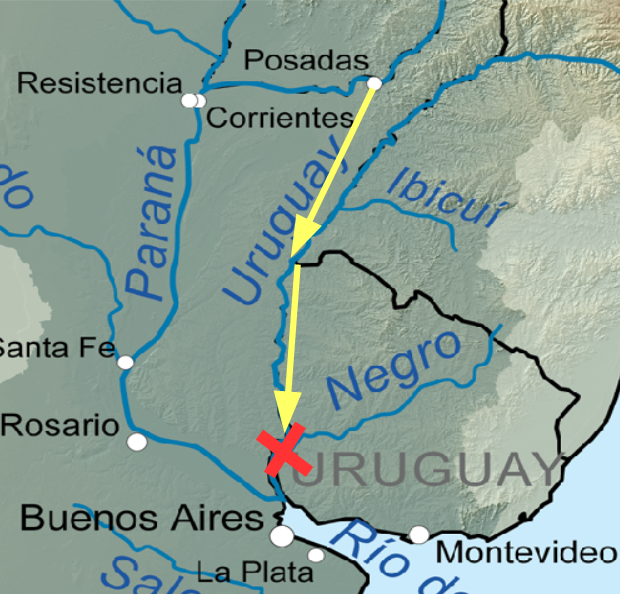
Carte indiquant le trajet du vol 2553, depuis son décollage jusqu'au crash.

Le vol 2553 provenait de l'aéroport Général José de San Martín (en), à Posadas, en Argentine, et se dirigeait vers l'aéroport Jorge-Newbery de Buenos Aires, en Argentine. Il se détourna vers Fray Bentos afin d'éviter une zone orageuse.
L'examen de l'enregistreur de paramètres (FDR) a révélé que peu après que l'avion se soit dérouté de sa route prévue, sa vitesse indiquée (IAS) a commencé à rapidement diminuer à des niveaux alarmants. Les pilotes ne le savaient pas, mais ce n'était pas directement dû à une perte de puissance des moteurs, mais à de la glace formée à l'intérieur du tube de Pitot, qui lit la vitesse de l'air pour l'indicateur en mesurant la pression de l'air entrant. La glace obstruant le tube de Pitot a réduit l'entrée d'air, donnant ainsi une vitesse indiquée faussement basse.
En réponse à ce qu'ils ont interprété comme une perte de puissance des moteurs, les pilotes ont débranché le pilote automatique et ont de façon répétée augmenté la puissance des turbines, dans l'espoir de maintenir une vitesse suffisante. N'arrivant pas à rétablir leur vitesse, les pilotes ont alors contacté la tour de contrôle de l'aéroport international Ezeiza et demandé l'autorisation de descendre à une altitude inférieure.
En l'absence de réponse de la tour de contrôle, le commandant de bord a décidé de descendre à une altitude inférieure pour augmenter la vitesse, même sans avoir reçu l'autorisation du contrôle aérien. Alors qu'ils descendaient de leur altitude assignée de 35 000 pieds (11 000 m) et atteignaient 31 700 pieds (9 700 m), le commandant de bord a identifié l'indication de vitesse défectueuse et a ordonné au copilote d'arrêter la descente et de réduire la vitesse, car les lectures de données de vitesse n'étaient pas fiables.
Cependant, le copilote n'a pas tenu compte des ordres du commandant de bord et a déployé les becs de bord d'attaque, de façon à maintenir leur altitude tout en diminuant la vitesse de décrochage. Par conséquent, à ce stade, le DC-9 volait en réalité à une vitesse plus élevée que la normale ; il descendait, ce qui augmentait encore la vitesse de l'air jusqu'à un point dangereusement proche de la VNE, soit la « vitesse à ne jamais dépasser » en vol, au-delà de laquelle des dommages structuraux à l'avion pourraient survenir.
Lors du déploiement des becs, à une vitesse dépassant leurs limites opérationnelles, l'un d'eux fut arraché par l'écoulement d'air autour des ailes, provoquant une asymétrie catastrophique au niveau de la portance des ailes. Le DC-9 est immédiatement devenu incontrôlable, a plongé en vrille en accélérant vers le sol, avant de s'écraser dans la campagne uruguayenne. L'avion a été pulvérisé par les forces d'impact et les 74 passagers et membres d'équipage à bord sont tous mort sur le coup.

## Causes
D'après l'enquête menée par la Fuerza Aérea Argentina et la Fuerza Aérea Uruguaya, le tube de Pitot (principal instrument permettant la mesure de la vitesse de l'appareil) a été pris dans la glace alors que l'avion traversait un cumulonimbus, bloquant l'instrument et indiquant ainsi une vitesse plus faible que la vitesse réelle de l'appareil. Il n'a pas été possible de déterminer si cette obstruction était due au fait que l'équipage n'avait pas activé le système de réchauffage des tubes de Pitot, grâce au sélecteur dans le poste de pilotage, ou à une défaillance de ce système.
Ce problème a été également aggravé par l'absence de l'alarme destinée à signaler un tel dysfonctionnement (soulevant ainsi de sérieuses questions sur les irrégularités d'inspection de la part de l'armée de l'air argentine).
Pendant la descente, le FDR a enregistré une augmentation de la vitesse de 160 à 430 nœuds (300 à 800 km/h) en seulement trois secondes, ce qui pourrait être lié à un dégel soudain du tube de Pitot.
Les spécialistes ont calculé que l'avion s'est écrasé presque verticalement, avec une assiette à piquer de 70°, à une vitesse de 650 nœuds (1 200 km/h), laissant un cratère d'impact de 25 mètres de diamètre et de 8 mètres de profondeur.

## Médias
Le film Fuerza Aérea Sociedad Anónima (en) de l'ancien pilote Enrique Piñeyro revient sur la principale cause de cet accident.